# Meksyk na Letnich Igrzyskach Olimpijskich 1928
Meksyk na Letnich Igrzyskach Olimpijskich 1928 w Amsterdamie reprezentowało 30 zawodników: 30 mężczyzn i 0 kobiet. Był to 3. start reprezentacji Meksyku na letnich igrzyskach olimpijskich.
Najmłodszym meksykańskim zawodnikiem na tych igrzyskach był 18-letni piłkarz, Juan Terrazas, natomiast najstarszym 41-letni malarz, Ángel Zárraga. Olimpijski Konkurs Sztuki i Literatury był częścią igrzysk olimpijskich w latach 1912-1948. Chorążym reprezentacji podczas ceremonii otwarcia był Jesús Aguirre.

## Zdobyte medale
Meksykańscy zawodnicy podczas tej edycji igrzysk olimpijskich nie zdobyli żadnego medalu.